# Magny (Haut-Rhin)
Pour les articles homonymes, voir Magny.
Magny est une commune française située dans la circonscription administrative du Haut-Rhin et, depuis le 1er janvier 2021, dans le territoire de la Collectivité européenne d'Alsace, en région Grand Est.
Cette commune se trouve dans la région historique et culturelle d'Alsace.

## Géographie
Située à 360 mètres d'altitude, la commune s'étend sur 4,3 km2.

Entourée par les communes de Chavannes-les-Grands (Territoire de Belfort), Romagny et Montreux-Jeune, Magny est située à 2 km au nord-est de Chavannes-les-Grands, la plus grande ville des environs.

Les principaux cours d'eau qui traversent la commune sont le canal du Rhône au Rhin, la rivière La Suarcine et la rivière La Lutter.

La commune fait partie du Sundgau et est proche du parc naturel régional des Ballons des Vosges.
| Montreux-Vieux | Valdieu-Lutran                             |         |
| Montreux-Jeune | Magny                                      | Romagny |
|                | Chavannes-les-Grands Territoire de Belfort |         |

### Hydrographie

#### Réseau hydrographique
La commune est dans le bassin versant de la Saône au sein du bassin Rhône-Méditerranée-Corse. Elle est drainée par le canal du Rhône au Rhin, la Lutter, la Suarcine, la Gruebaine et l'Esclauses,,.
Le canal du Rhône au Rhin est un canal français qui relie la Saône, affluent navigable du Rhône, au Rhin, par la vallée du Doubs et son prolongement en Haute Alsace jusqu'à Niffer sur le Rhin, un autre prolongement rejoignant Strasbourg par la canalisation de l'Ill. La commune est sur la section qui relie Valdieu-Lutran à Strasbourg. 
La Lutter, d'une longueur de 11 km, prend sa source dans la commune de Strueth et se jette  dans le canal du Rhône au Rhin sur la commune, après avoir traversé dix communes. 
La Suarcine, d'une longueur de 20 km, prend sa source dans la commune de Seppois-le-Bas et se jette  dans la Bourbeuse à Montreux-Château, après avoir traversé 13 communes. 

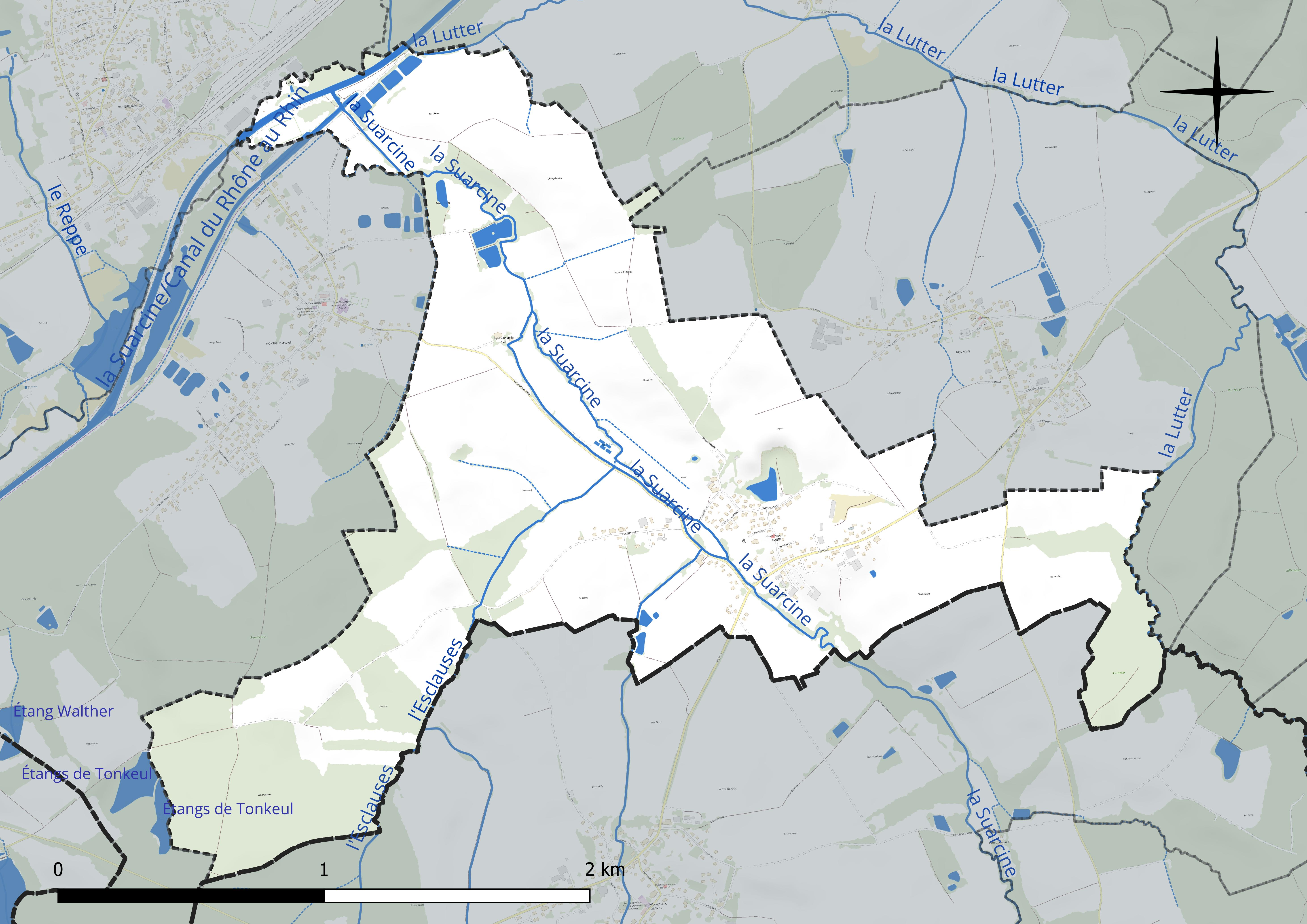
Réseau hydrographique de Magny.

Un plan d'eau complète le réseau hydrographique : les étangs de Tonkeul, d'une superficie totale de 1,3 ha (0 ha sur la commune),.

#### Gestion et qualité des eaux
Le territoire communal est couvert par le schéma d'aménagement et de gestion des eaux (SAGE) « Largue ». Ce document de planification concerne le bassin versant de la Largue et une zone située à l'ouest du périmètre (la région de Montreux). Ce territoire s'étend sur 385 km2. Le périmètre a été arrêté le 4 mars 1996 et le SAGE proprement dit a été approuvé le 24 septembre 1999 puis révisé le 17 mai 2016. La structure porteuse de l'élaboration et de la mise en œuvre est le Syndicat mixte pour l'aménagement et la renaturation du bassin versant de la Largue et du secteur de Montreux, qui a évolué en Epage le 1er janvier 2018, sous le nom de Epage Largue. 
La qualité des cours d’eau peut être consultée sur un site dédié géré par les agences de l’eau et l’Agence française pour la biodiversité. 

### Climat
Pour des articles plus généraux, voir Climat du Grand Est et Climat du Haut-Rhin.
En 2010, le climat de la commune est de type climat des marges montargnardes, selon une étude du Centre national de la recherche scientifique s'appuyant sur une série de données couvrant la période 1971-2000. En 2020, Météo-France publie une typologie des climats de la France métropolitaine dans laquelle la commune est exposée à un climat semi-continental et est dans la région climatique  Vosges, caractérisée par une pluviométrie très élevée (1 500 à 2 000 mm/an) en toutes saisons et un hiver rude (moins de 1 °C). 
Pour la période 1971-2000, la température annuelle moyenne est de 9,7 °C, avec une amplitude thermique annuelle de 17,5 °C. Le cumul annuel moyen de précipitations est de 991 mm, avec 10,5 jours de précipitations en janvier et 9,9 jours en juillet. Pour la période 1991-2020, la température moyenne annuelle observée sur la station météorologique de Météo-France la plus proche, « Novillard_sapc », sur la commune de Novillard à 6 km à vol d'oiseau, est de 10,7 °C et le cumul annuel moyen de précipitations est de 909,2 mm. 
La température maximale relevée sur cette station est de 38 °C, atteinte le 4 août 2022 ; la température minimale est de −18,1 °C, atteinte le 20 décembre 2009,,. 
Les paramètres climatiques de la commune ont été estimés pour le milieu du siècle (2041-2070) selon différents scénarios d'émission de gaz à effet de serre à partir des nouvelles projections climatiques de référence DRIAS-2020. Ils sont consultables sur un site dédié publié par Météo-France en novembre 2022.

## Urbanisme

### Typologie
Au 1er janvier 2024, Magny est catégorisée commune rurale à habitat dispersé, selon la nouvelle grille communale de densité à sept niveaux définie par l'Insee en 2022.
Elle est située hors unité urbaine et hors attraction des villes,.

### Occupation des sols
L'occupation des sols de la commune, telle qu'elle ressort de la base de données européenne d’occupation biophysique des sols Corine Land Cover (CLC), est marquée par l'importance des territoires agricoles (72,8 % en 2018), une proportion sensiblement équivalente à celle de 1990 (73 %). La répartition détaillée en 2018 est la suivante : 
terres arables (54,1 %), forêts (21,1 %), prairies (13,3 %), zones urbanisées (6,2 %), zones agricoles hétérogènes (5,4 %). L'évolution de l’occupation des sols de la commune et de ses infrastructures peut être observée sur les différentes représentations cartographiques du territoire : la carte de Cassini (XVIIIe siècle), la carte d'état-major (1820-1866) et les cartes ou photos aériennes de l'IGN pour la période actuelle (1950 à aujourd'hui).

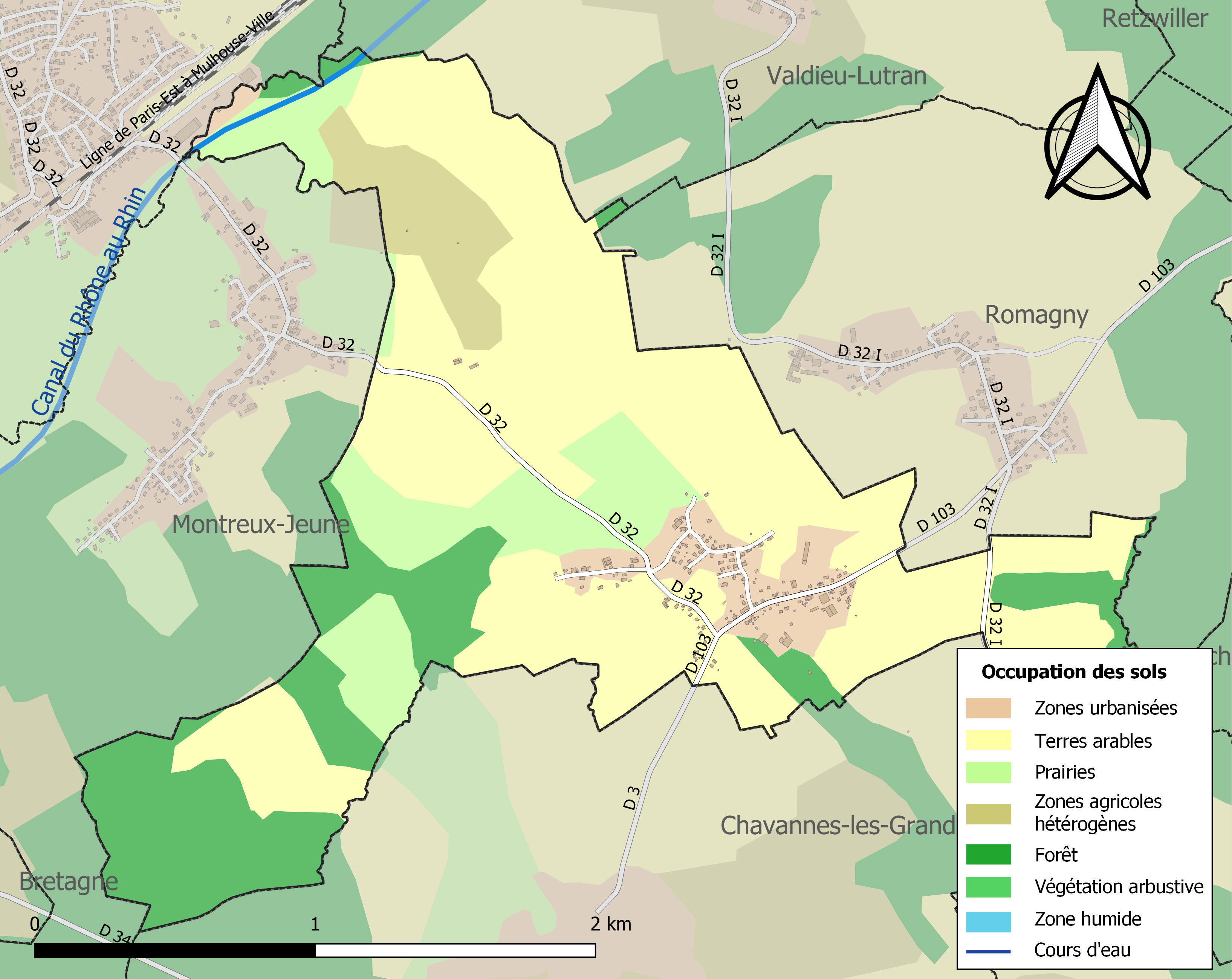
Carte des infrastructures et de l'occupation des sols de la commune en 2018 (CLC).

## Toponymie
- Mendelach (1351), Maigny (1418), Menglat (1458), Mengeladt (1566), Mangelot (1576), Le Maigny (1580).
- En alsacien : Mànglàtt. En allemand : Menglatt ou Mendelach[21].

## Histoire
Située au sud de Dannemarie, en limite du Territoire de Belfort, Magny a longtemps fait partie de la seigneurie de Montreux.
Village francophone, Magny a été le siège d’une célèbre bataille opposant les forces françaises et allemandes le 13 août 1914 sur le site du moulin de la Caille. Il semblerait que cette bataille ait décidé du sort de Belfort. Aussi, afin de commémorer la mémoire des victimes, un monument a été érigé sur le site.

### Héraldique
| Blason de Magny | Les armes de Magny se blasonnent ainsi : « De gueules à la maison d'argent ouverte et ajourée de sable. » |

## Politique et administration
| Période                                  | Période                   | Identité                                      | Étiquette | Qualité |
| ---------------------------------------- | ------------------------- | --------------------------------------------- | --------- | ------- |
| avant 1981                               | ?                         | Paul Ménétré                                  |           |         |
| mars 2001                                | 2014                      | Lucien Richard                                | DVD       |         |
| mars 2014                                | En cours (au 31 mai 2020) | Didier Ménétré Réélu pour le mandat 2020-2026 |           |         |
| Les données manquantes sont à compléter. |                           |                                               |           |         |

La commune de Magny fait partie depuis 1992 de la Communauté de communes de la porte d'Alsace.

## Démographie
L'évolution du nombre d'habitants est connue à travers les recensements de la population effectués dans la commune depuis 1793. Pour les communes de moins de 10 000 habitants, une enquête de recensement portant sur toute la population est réalisée tous les cinq ans, les populations de référence des années intermédiaires étant quant à elles estimées par interpolation ou extrapolation. Pour la commune, le premier recensement exhaustif entrant dans le cadre du nouveau dispositif a été réalisé en 2006.

En 2022, la commune comptait 286 habitants, en évolution de −7,44 % par rapport à 2016 (Haut-Rhin : +0,66 %, France hors Mayotte : +2,11 %).
| 1793 | 1800 | 1806 | 1821 | 1831 | 1836 | 1841 | 1846 | 1851 |
| ---- | ---- | ---- | ---- | ---- | ---- | ---- | ---- | ---- |
| 228  | 376  | 235  | 236  | 254  | 256  | 254  | 230  | 225  |

| 1856 | 1861 | 1866 | 1871 | 1875 | 1880 | 1885 | 1890 | 1895 |
| ---- | ---- | ---- | ---- | ---- | ---- | ---- | ---- | ---- |
| 217  | 199  | 188  | 184  | 171  | 171  | 172  | 165  | 172  |

| 1900 | 1905 | 1910 | 1921 | 1926 | 1931 | 1936 | 1946 | 1954 |
| ---- | ---- | ---- | ---- | ---- | ---- | ---- | ---- | ---- |
| 177  | 178  | 168  | 134  | 116  | 105  | 104  | 96   | 99   |

| 1962 | 1968 | 1975 | 1982 | 1990 | 1999 | 2006 | 2011 | 2016 |
| ---- | ---- | ---- | ---- | ---- | ---- | ---- | ---- | ---- |
| 106  | 106  | 135  | 162  | 187  | 187  | 250  | 291  | 309  |

| 2021 | 2022 | - | - | - | - | - | - | - |
| ---- | ---- | - | - | - | - | - | - | - |
| 291  | 286  | - | - | - | - | - | - | - |

## Lieux et monuments
Un monument situé au bord de la route entre Magny et Montreux-Jeune, en face du moulin de la Caille, témoigne des violents combats qui se sont déroulés en ce lieu en août 1914.